# Apodemus rusiges
Apodemus rusiges és una espècie de mamífer rosegador de la família dels múrids. Són rosegadors de petites dimensions, amb una llargada de cap a gropa de 83 a 107 mm i una cua de 91 a 120 mm. Es troba a l'Índia, al Nepal i al Pakistan. Viu en boscos montans, matollars, prades en zones rocoses, boscos subalpins i boscos de coníferes de 1.980 a 3.350 msnm.